# Queensland Open 1971
Il Queensland Open 1971 è stato un torneo di tennis giocato sul erba. È stata la 76ª edizione del torneo di Brisbane, che fa parte del Tornei di tennis maschili indipendenti nel 1971 e dei Tornei di tennis femminili indipendenti nel 1971. Il torneo si è giocato a Brisbane in Australia dal 6 al 12 dicembre 1971.

## Campioni

### Singolare maschile
Malcolm Anderson ha battuto in finale  John Cooper con il punteggio di 6–4 6–4 6–7 7–6

### Doppio maschile
Informazione non disponibile

### Singolare femminile
Evonne Goolagong ha battuto in finale  Helen Gourlay-Cawley con il punteggio di 6–2 7–6

### Doppio femminile
Helen Gourlay-Cawley /  Kerry Harris hanno battuto in finale  Evonne Goolagong /  Janet Young con il punteggio di 5–7 7–5 6–4